# Sint Jacobs- of Crayenboschhof
Het Sint Jacobshof is een hofje in de Nederlandse stad Leiden, provincie Zuid-Holland. Het hofje is gelegen aan de Doezastraat. Het Sint Jacobshof werd gesticht in 1672, in opdracht van de Leidse koopman Gomarus van Craeyenbosch. In 1681 werd begonnen met de bouw van 6 huisjes. In 1863 werden er 5 huisjes bijgebouwd, en in 1879 een 12e huisje. (Een overzicht uit 1905 van de bewoners van deze 12 huisjes sinds de oprichting is bewaard gebleven.) Het complex bevat verder een regentenkamer en een poortgebouw. Verdere uitbreidingen volgden in 1883 en 1922. Sinds de laatste renovatie in 1976/77 zijn er 17 woningen.
Volgens het reglement kwamen voor het St. Jacobshofje in aanmerking "hetzij gehuwde paren, weduwnaars, weduwen of ongehuwde persoonen, mits van gevorderde leeftijd, van goed gedrag en de R.C. Godsdienst belijdende". Bij intrek werd een inleggeld betaald (in 1905 bedroeg dat 300 gulden), en dan bleef het tot de dood vrij van huur. Elke drie maanden kregen de inwoners een toelage.
Van Gomarus van Craeyenbosch is zijn ‘Stuck Boeck’ bewaard gebleven. Hierin hield hij tussen 1661 en 1671 zijn lakenhandel bij, samen met lakenmonsters in allerlei kleuren. Gomarus handelde door heel Europa en werd schatrijk. Na zijn dood liet hij geld na voor de stichting van het St. Jacobshof te Leiden voor armlastige echtparen. Gomarus wilde een hofje voor katholieke stadsgenoten, maar dit kon hij niet bij testament vastleggen vanwege het calvinistische regiem in Leiden ten tijde van de stichtings- en bouwperiode. Hij loste dit op door trouwe roomse stadsgenoten te benoemen als regenten. Het ‘Stuck Boeck’ is nu onderdeel van het archief van dit hofje, alsmede een brievenboek.

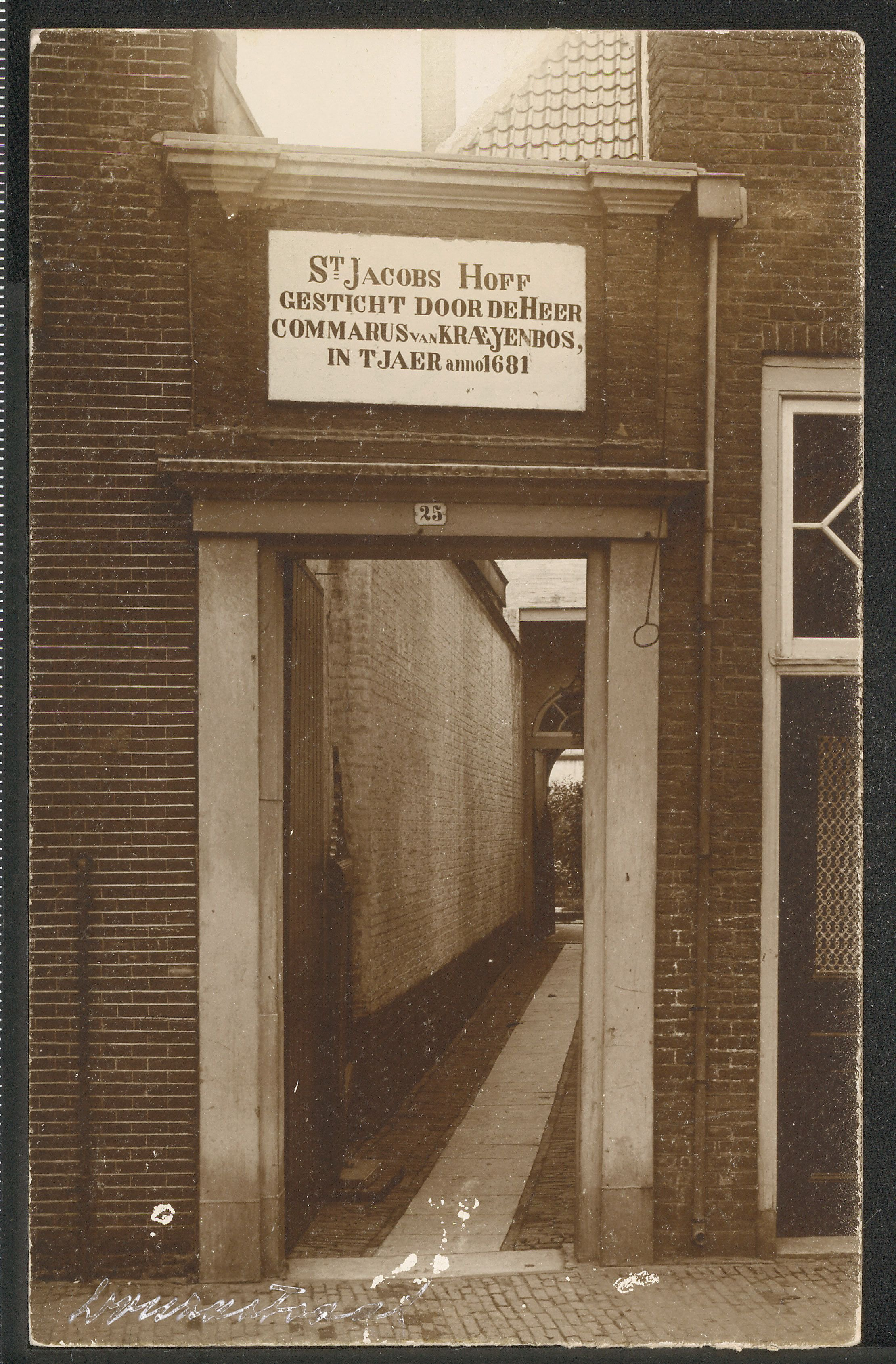
Toegangspoort Sint Jacobs- of Crayenboschhofje. Boven de poort: St. Jacobs Hoff, Gesticht door de heer Commarus van Kraeyenbos, in tjaer anno 1681
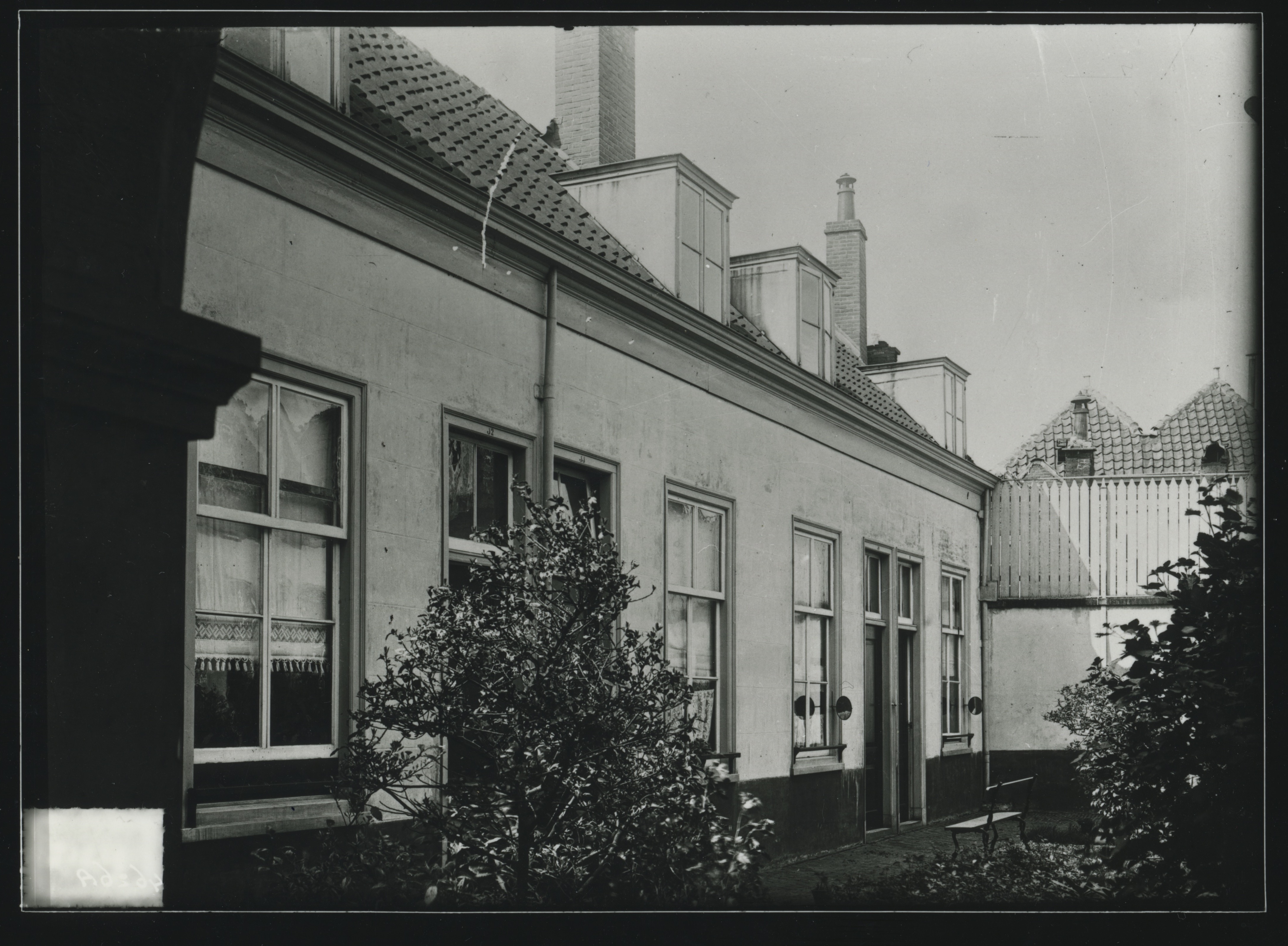
Sint Jacobs- of Crayenboschhofje (door Henri Obreen)